# Retinopatia
Retinopatia – proces chorobowy dotyczący siatkówki oka.
Rozróżnia się:
- retinopatię cukrzycową
- retinopatię nadciśnieniową
- retinopatię wcześniaków
- retinopatię Purtschera
- retinopatię barwnikową - jest to jednak nazwa zwyczajowa, innymi nazwami używanymi w medycynie są: pierwotne zwyrodnienie barwnikowe siatkówki, dystrofia pręcikowo-czopkowa, retinitis pigmentosa i w rzeczywistości związana jest z depozycją barwnika w siatkówce i na tym tle doprowadzająca do jej zmian zwyrodnieniowych.

## Klasyfikacja ICD10
| kod ICD10     | nazwa choroby                                               |
| ------------- | ----------------------------------------------------------- |
| ICD-10: H35   | Inne zaburzenia siatkówki                                   |
| ICD-10: H35.0 | Retinopatia nieproliferacyjna i zmiany naczyniowe siatkówki |
| ICD-10: H35.1 | Retinopatia wcześniaków                                     |
| ICD-10: H35.2 | Inne zmiany rozrostowe siatkówki                            |

Przeczytaj ostrzeżenie dotyczące informacji medycznych i pokrewnych zamieszczonych w Wikipedii.